# حکیم‌آباد (حرمک)
حکیم‌آباد روستایی در دهستان حرمک بخش مرکزی شهرستان زاهدان استان سیستان و بلوچستان ایران است.

## جمعیت
بر پایه سرشماری عمومی نفوس و مسکن در سال ۱۳۹۵ جمعیت این مکان ۶۴ نفر (۱۶خانوار) بوده‌است.